# 長谷部裕
長谷部 裕（はせべ ゆたか、1968年4月14日 - ）は、愛知県一宮市出身の元プロ野球選手（捕手）。

## 経歴
一宮市立千秋中学校卒業後、愛知県名古屋市の享栄高校で近藤真一（現：真市。ドラフト1位で中日に同時入団）とバッテリーを組み、1986年には春、夏ともに甲子園に出場。
1986年のプロ野球ドラフト会議で阪神タイガースと競合の結果、5位指名で中日ドラゴンズに入団。享栄高校の同級生に、後のWBC世界バンタム級チャンピオン薬師寺保栄がいる。また、近藤と長谷部と同い年で同じく名古屋市の愛工大名電高校から中日に同期入団した捕手には山崎武司がいる。
現役時代は在籍12年、実働5年で出場46試合と目立った成績は残していない。1996年オフに戦力外通告され、一度引退するも1997年3月に現役復帰。1998年に再度引退。
引退後は中日のブルペン捕手を務め、2004年からはバッテリーコーチに就任（2006年から2009年、2012年から2013年は捕手コーチという名称だった）。2003年から投手コーチに就任した近藤真市とともにブルペン陣を支えるため、暫くはブルペンで投手の球を実際に受けていた。
2006年に中日がリーグ優勝を決めた際、長谷部はドミニカ共和国で開催されている「ドミニカ・ウィンターリーグ」に参加している選手の付き添いとして渡航中で胴上げには参加できず、そのかわり長谷部のユニフォームだけが胴上げやナゴヤドーム最終戦後のセレモニーに参加した（持っていたのは同期の近藤コーチだった）。
2013年、10月15日に球団より来季の契約を結ばない事が発表された。
2014年より韓国・起亜タイガースの1軍バッテリーコーチに就任したが同年限りで退任。2015年より同じ韓国のSKワイバーンズの一軍バッテリーコーチとなったが同年限りで退任。
その後、ドラゴンズベースボールアカデミーの岐阜市校で講師のほか、母校・享栄高校の系列校である同県長久手市にある栄徳高校でコーチを務めた。
2024年1月より東海地区大学野球連盟岐阜県学生リーグに所属する東海学院大学硬式野球部の監督に就任。

## 詳細情報

### 年度別打撃成績
| 年 度     | 球 団     | 試 合 | 打 席 | 打 数 | 得 点 | 安 打 | 二 塁 打 | 三 塁 打 | 本 塁 打 | 塁 打 | 打 点 | 盗 塁 | 盗 塁 死 | 犠 打 | 犠 飛 | 四 球 | 敬 遠 | 死 球 | 三 振 | 併 殺 打 | 打 率 | 出 塁 率 | 長 打 率 | O P S |
| --------- | --------- | ----- | ----- | ----- | ----- | ----- | -------- | -------- | -------- | ----- | ----- | ----- | -------- | ----- | ----- | ----- | ----- | ----- | ----- | -------- | ----- | -------- | -------- | ----- |
| 1990      | 中日      | 12    | 13    | 12    | 0     | 1     | 0        | 0        | 0        | 1     | 1     | 0     | 1        | 0     | 0     | 1     | 0     | 0     | 3     | 0        | .083  | .154     | .083     | .237  |
| 1991      | 中日      | 21    | 56    | 50    | 5     | 12    | 1        | 0        | 0        | 13    | 3     | 0     | 0        | 2     | 0     | 2     | 0     | 2     | 11    | 2        | .240  | .296     | .260     | .556  |
| 1992      | 中日      | 11    | 12    | 11    | 2     | 4     | 1        | 0        | 0        | 5     | 1     | 0     | 0        | 0     | 0     | 0     | 0     | 1     | 4     | 1        | .364  | .417     | .455     | .871  |
| 1993      | 中日      | 1     | 1     | 1     | 0     | 0     | 0        | 0        | 0        | 0     | 0     | 0     | 0        | 0     | 0     | 0     | 0     | 0     | 0     | 0        | .000  | .000     | .000     | .000  |
| 1996      | 中日      | 1     | 1     | 1     | 0     | 0     | 0        | 0        | 0        | 0     | 0     | 0     | 0        | 0     | 0     | 0     | 0     | 0     | 0     | 0        | .000  | .000     | .000     | .000  |
| 通算：5年 | 通算：5年 | 46    | 83    | 75    | 7     | 17    | 2        | 0        | 0        | 19    | 5     | 0     | 1        | 2     | 0     | 3     | 0     | 3     | 18    | 3        | .227  | .284     | .253     | .537  |

### 年度別守備成績
| 年度 | 試合 | 企図数 | 許盗塁 | 盗塁刺 | 阻止率 |
| ---- | ---- | ------ | ------ | ------ | ------ |
| 1990 | 12   | 4      | 3      | 1      | .250   |
| 1991 | 29   | 9      | 8      | 1      | .111   |
| 1992 | 5    | 1      | 1      | 0      | .000   |
| 1993 | 1    | 1      | 1      | 0      | .000   |
| 通算 | 47   | 15     | 13     | 2      | .133   |

### 記録
- 初出場：1990年4月22日、対横浜大洋ホエールズ4回戦（横浜スタジアム）、代打・広橋公寿に代わって8回裏より捕手（この回降雨コールド）
- 初安打・初打点：1990年5月19日、対ヤクルトスワローズ6回戦（神宮球場）、9回表に内藤尚行より適時打
- 初先発出場：1990年5月20日、対ヤクルトスワローズ7回戦（神宮球場）、8番・捕手

### 背番号
- 62 （1987年 - 1996年）
- 112（1997年）
- 68 （1998年）
- 97 （1999年 - 2003年）
- 79 （2004年 - 2013年）
- 91 （2014年）
- 81 （2015年）